# Eau Mère
L'Eau Mère (Aigua Mare) és un riu d'Alvèrnia. Neix als monts del Livradois i desemboca a Parentinhac a l'Alier, un afluent major del Loira.

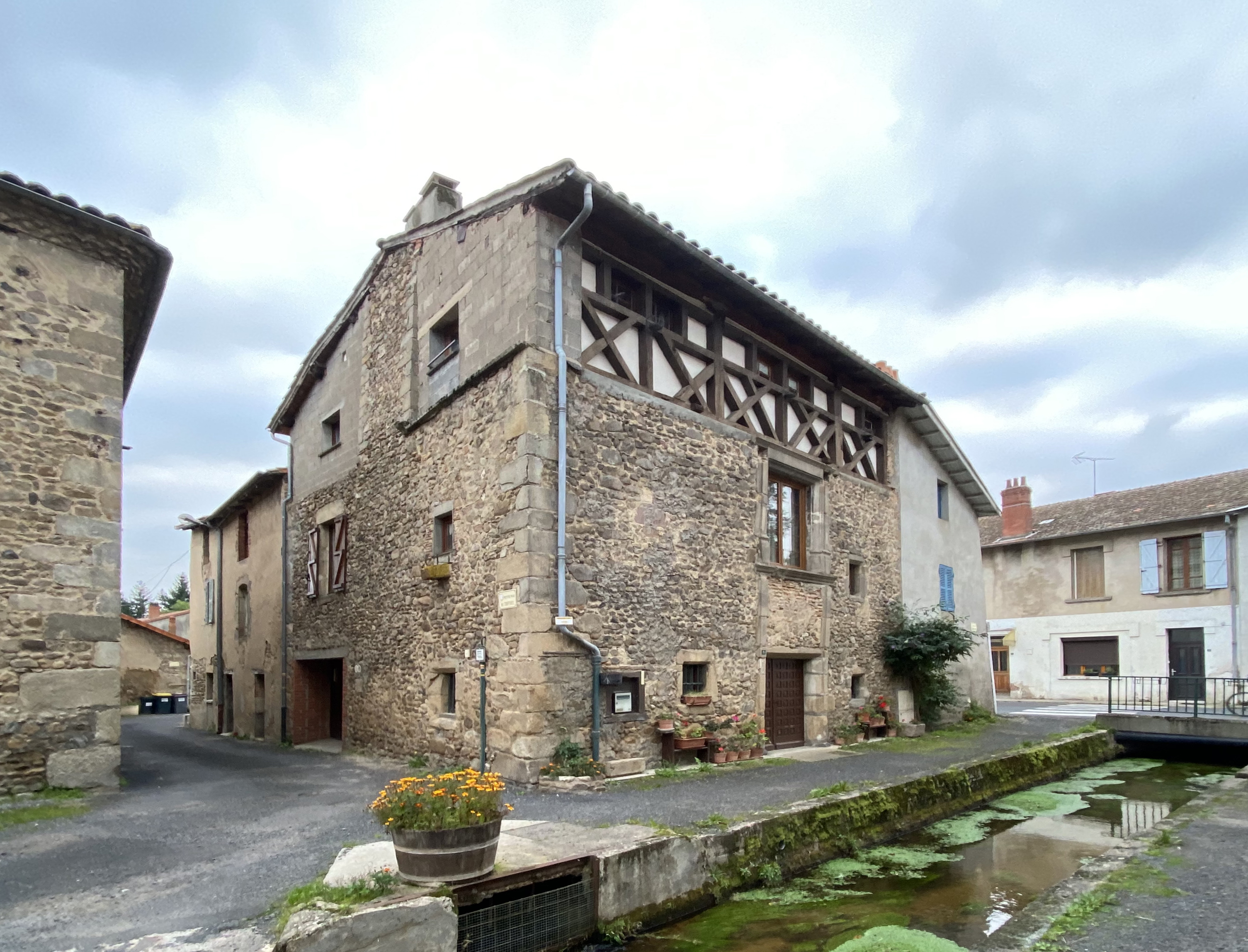
Bief o rec dels molins al carrer Quai des Coffrets

A Saussilanjas rep les aigües de l'Astrou, i de dos recs excavats a l'edat mitjana per les monjos de l'abadia. Primer hi ha el «Bief» o «rec dels molins» que accionava tot una sèrie de molins i a l'entorn del qual es va desenvolupar un barri d'artesans. El segon és el «Merderie» que, com el seu nom l'indica, servia per evacuar els excrements.